# Наконечник стрелки влево сверху
Наконечник стрелки влево сверху (◌᷾, ˂) — диакритический знак, используемый в Уральском фонетическом алфавите.

## Использование
Используется в УФА для транскрипции эстонских диалектов.
В варианте ромического алфавита 1877 года обозначал усиливающееся ударение.
В варианте Американской фонетической транскрипции Кеннета Ли Пайка (1947) наконечник стрелки влево после буквы обозначал щёлкающие согласные.
Схожий знак используется в арабских орфографиях для национальных языков Сенегала, где обозначает гласный [ɔ]. В латинице знаку соответствует буква O.